# 이오아나 플로라
이오아나 플로라(루마니아어: Ioana Flora, 1975년 3월 22일~)는 루마니아의 배우이다. 2016 고포상 여우주연상 수상자이다.

## 출연 작품
- 어 크리스마스 기프트 (2018)
- 브레이킹 뉴스 (2017)
- 아나, 내사랑 (2017)
- 다시 집으로 (2015)
- 아래층 남자 (2015)
- 도메스틱 (2012)
- 보라 보라 (II) (2011)
- 아웃바운드 (2010)
- 기묘한 피크닉 (2007)
- 길 위의 비즈니스 (2001)